# Четвёртое наступление на Центральный советский район в Цзянси
Четвёртое наступление на Центральный советский район в Цзянси (кит. 中央苏区第四次反围剿 — Четвёртая кампания по окружению Центрального советского района) — боевые действия гоминьдановской Национально-революционной армии против коммунистической Красной армии Китая, проходившие в феврале — апреле 1933 года во время Гражданской войны в Китае, с целью недопущения расширения контролируемой коммунистами зоны на юге провинции Цзянси.
После провала трех наступательных операций на Центральный советский район в нанкинском руководстве возобладала стратегия удержания своих позиций в захваченных городах. Гарнизоны, укомплектованные крупными силами, охватили с севера широкой дугой коммунистическую зону и были размещены в районах Юнфэн, Чонгрен, Юэань, Фучжоу, Лонггуду, Наньчэн и Наньфэн. К началу февраля 1933 года Центральный фронт НРА, развернутый с севера против Красной армии, насчитывал более 160 000 человек под командованием генерала Чэнь Чэна.
Наиболее опасным для коммунистов был гарнизон уездного города Наньфэн, расположенного на границе советского района и контролировавшего дорогу, ведущую в Нинду. Чан Кайши рассматривал этот город в качестве плацдарма на востоке провинции Цзянси для наступления на советские районы. После провала второго наступления в городе были построены мощные оборонительные сооружения. В Наньфэне находился гарнизон в составе шести полков под командованием Мао Бинвэня.
В январе 1933 года временное коммунистическое правительство перебралось из Шанхая в Центральный советский район, и его руководители отдали приказ захватить Наньфэн и расположенный севернее Наньчэн. В это время Красная армия центрального района насчитывала более 70 тысяч человек.
Из-за срочно переброшенных подкреплений НРА коммунистические войска была вынуждена отойти с окраин Наньчэна. Следующим ближайшим городом для атаки был Наньфэн. Красная Армия двинулась на юг, 1 февраля достигла Наньфэна и 7 февраля начала окружение города.
Вечером 12 февраля коммунистические войска атаковали северо-западные и восточные ворота Наньфэна и в течение двух дней безуспешно вели массированное наступление на город. Чэнь Чэн приказал гарнизону Наньфэна любой ценой защищать город и направил самолеты для подкрепления. Гоминьдановцы отразили все атаки коммунистов, применив успешную тактику удержания своих позиций в укреплениях. Потеряв убитыми и ранеными около тысячи человек, Красная армия прекратила атаки, но продолжала осаду Наньфэна.
Командир гарнизона Мао Бинвэнь запросил срочной помощи у Чан Кайши, и тот с целью деблокады города отправил две дивизии, которые выйдя из города Цзиань, направились на восток через уезды Юнфэн и Ихуан вдоль границы советского района. Так началось четвертое наступление гоминьдановских войск, менее крупное по масштабу, чем предыдущие.
13 февраля Чжоу Эньлай, перед лицом наступления НРА, приказал большей части Красной армии отойти от Наньфэна и двинуться в Локоу, недалеко от Хуанпи, для реорганизации и ожидания подхода двух дивизий противника из Цзианя. Одновременно меньшими силами была проведена отвлекающая атака на Личуань. Реагируя на эту атаку, НРА двинула свои три колонны в Личуань, чтобы сосредоточить их, как думали гоминьдановцы, против основных сил Красной армии.
26 февраля 1933 года подошедшие из Цзианя 52-я и 59-я дивизии националистов двинулись из Юэаня в сторону Хуанби по разным маршрутам, разделенным горой Молуочжан, и попали в засаду поджидающих войск коммунистов. С утра 27 февраля до полудня 28 февраля в результате ожесточенных боев 52-я гоминьдановская дивизия была полностью уничтожена, а ее командир взят в плен. 59-ю дивизию постигла та же участь, ее командир дивизии также был захвачен.
После поражения при Хуанби Национально-революционная армия изменила свою стратегию и в середине марта предприняла ещё одну попытку прорыва в центре. 16 марта националисты начали наступление двумя колоннами из районов Дунби и Хуанби в сторону Гуанчана, пытаясь выманить основные силы коммунистов для решающего боя. Коммунисты, в свою очередь, развернули меньшие силы к северо-западу от Гуанчана, чтобы заманить авангард националистов дальше на юг, в то время как основные силы двинулись на север, чтобы атаковать арьергард гоминьдановцев.
20 марта 11-я дивизия НРА, вместе с уцелевшим полком 59-й дивизии, шедшая в одиночку по крутой горной дороге, достигла района между холмом Цаотайган и деревней Сюйчжуан. 9-я дивизия в это время все еще находилась недалеко от Дунби, более чем в пятидесяти километрах от неё.
На рассвете 21 марта коммунисты предприняли внезапную атаку на ничего не подозревавшую 11-ю дивизию, сумев полностью уничтожить ее в районе холма Цаотайган. На следующий день была атакована Красной армией возле Дунби и 9-я дивизия, потерявшая в результате кровопролитного боя часть своих сил.
В последней декаде марта года Красная армия Китая проводила операции возле Леана до тех пор, пока дополнительные силы НРА не двинулись в направлении Леана, чтобы обезопасить город, что вынудило Красную армию отойти в районы своих баз.
В апреле части НРА начали частичный отход из Центрального советского района, положив конец четвёртому наступлению. НРА потеряла три дивизии, и 10 000 солдат попало в плен. Красная армия захватила 10 000 винтовок, 300 новых немецких пулеметов и 40 артиллерийских орудий.
Большая часть выведенных сил гоминьдановцев не вернулась на места расквартирования, а вместо этого начала строить линии блокады вдоль границы с советской зоной, тем самым положив начало самой успешной тактике, использованной в следующей кампании по окружению коммунистических войск в Цзянси.